# Don Woods

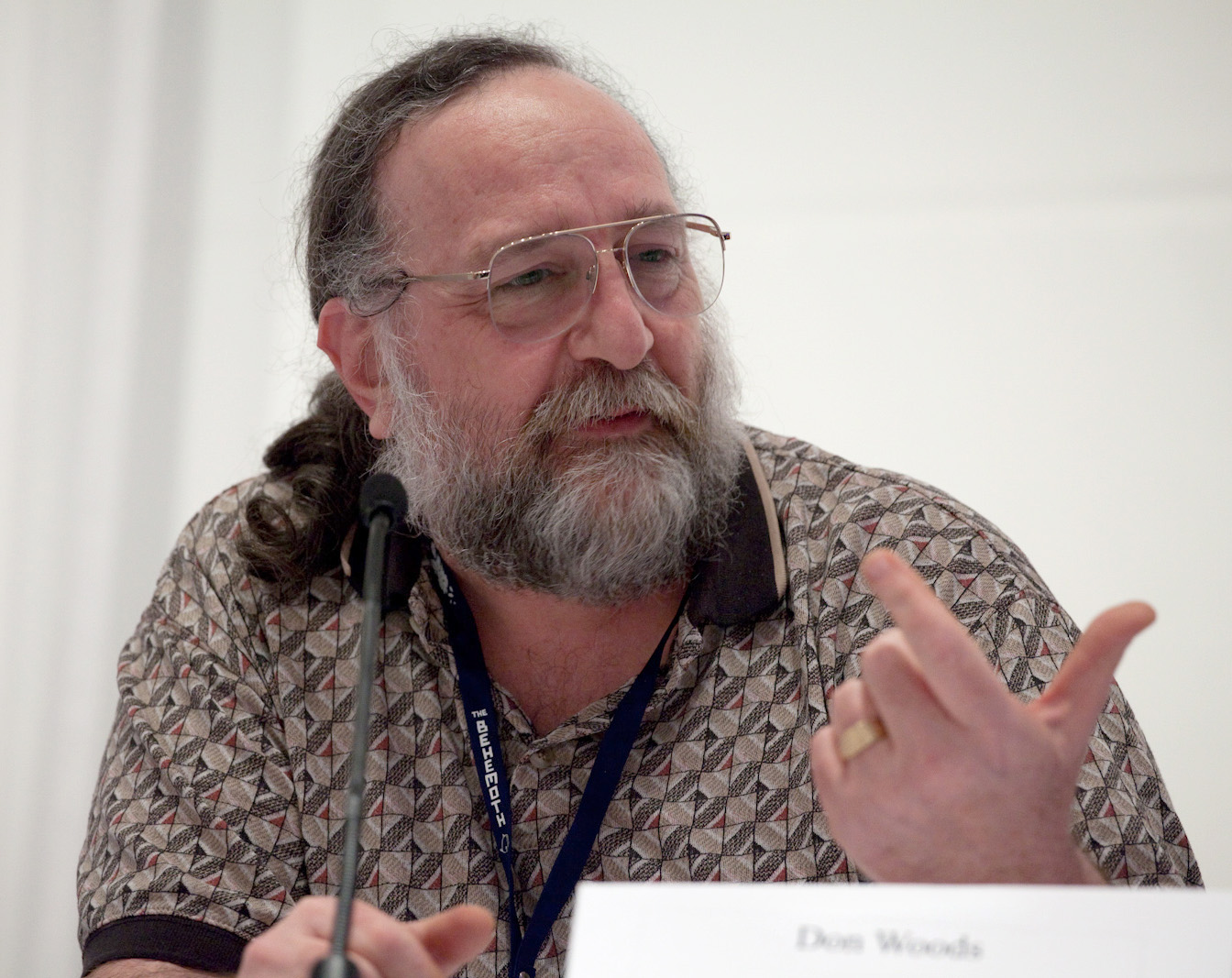
Don Woods, 2010

Don Woods (* 30. April 1954) ist ein US-amerikanischer Programmierer. Am bekanntesten ist er für seine Rolle bei der Entwicklung des Computerspiels Adventure.

## Leben
An der Princeton University entwickelte Woods zusammen mit James M. Lyon 1972 die esoterische Programmiersprache INTERCAL. Später arbeitete er am Stanford AI Lab (SAIL), wo er unter anderem als Autor zum Hackersprachen-Lexikon Jargon File beitrug. Weitere Stationen seines Arbeitslebens waren Tätigkeiten bei Xerox, Sun Microsystems (wo er am NeWS-System mitarbeitete) und General Magic (für die er einen Webbrowser entwickelte). Ab 2003 arbeitete er für den Emaildienst Postini, der 2007 von Google aufgekauft wurde. Woods integrierte dort die Postini-Funktionen in Googles eigenen Emaildienst Gmail.
Woods lebt mit seiner Frau im kalifornischen Los Altos. Das Paar hat zwei Töchter.

### Adventure
Woods entdeckte das Colossal Cave Adventure 1976 zufällig auf einem SAIL-Computer.  Er nahm mit dem Ursprungsautor des Programms per E-Mail Kontakt auf. Er erhielt zügig Antwort von William Crowther.
Mit der Zustimmung Crowthers begann er, Erweiterungen des Textadventures zu schreiben, und verteilte es im Internet. Es wurde besonders bei PDP-10-Nutzern sehr beliebt. Woods stattete die Höhle in Kentucky, die Crowther geschrieben hatte mit neuen magischen Gegenständen, Kreaturen und geographischen Merkmalen aus, außerdem ergänzte er ein Punkte- und ein Speichersystem. Das Spiel, das ursprünglich wenige übernatürliche Elemente enthielt, wurde überführt in eine freie Fantasiewelt mit Eigenschaften eines Rollenspiels. Woods kann insofern als Stammvater des ganzen Genre der Computerabenteuerspiele und interaktiven Fiktion gesehen werden.

## Sachbücher
- Notes on Introductory Combinatorics (mit George Pólya und Robert E. Tarjan). Birkhäuser, Basel 1983, ISBN 978-0-8176-3170-3.